# سیارک ۹۴۴۸
سیارک ۹۴۴۸ (به انگلیسی: 9448 Donaldavies، نامگذاری:1997LJ3) نه هزار و چهارصد و چهل و هشتمین سیارک کشف شده‌است که در ۵ ژوئن ۱۹۹۷ کشف شد.
قدر مطلق سیارک برابر ۱۴٫۱۰ است.